# Вальтер Крупінскі
Вальтер Крупінскі (нім. Walter Krupinski; 11 листопада 1920, Домнау, Східна Пруссія — 7 жовтня 2000, Нойнкірхен-Зельшайд) — німецький військовий льотчик-ас за часів Третього Рейху. Один з найкращих за результативністю німецьких асів Другої світової війни, здійснив понад 1100 бойових вильотів, в яких здобув 197 перемог у повітряних боях. Гауптман (1944) Люфтваффе. Кавалер Лицарського хреста Залізного хреста з дубовим листям (1944). Після створення Бундесвера — один з керівників створення повітряних сил Західної Німеччини, де пройшов шлях до генерал-лейтенанта Люфтваффе.

## Біографія
Вальтер Крупінскі народився 11 листопада 1920 року в місті Домнау, у прусській провінції Східна Пруссія. Виріс у Браунсберзі, сучасне польське Бранево. Він був старшим сином Фрідріха Вільгельма Крупінскі, місцевого обергеріхцволлзіегера (бальї або судового пристава), і його дружиною Огюст, уродженої Гельмке. Двома його молодшими братами були Пауль і Ґюнтер. Пауль Крупінскі поступив на військову службу до Крігсмаріне, служив на підводному човні. 11 листопада 1944 року оберлейтенант-цур-зее Пауль Крупінскі загинув на U-771, який був потоплений у Норвезькому морі біля Гарстаду торпедою британського підводного човна «Венчюрер».
Після отримання середньої освіти, Вальтер Крупінскі недовго перебував у лавах Імперської служби праці. 1 вересня 1939 року він поступив на військову службу фанен-юнкером до Люфтваффе. З листопада 1939 до жовтня 1940 року проходив базову льотну підготовку пілота-винищувача в Льотній школи у Берлін-Гатов. У жовтні 1940 року після завершення своєї пілотної підготовки перевівся до 5-ї авіаційної школи Люфтваффе (нім. Jagdfliegerschule 5) у Відні-Швехаті, де начальником був заслужений ветеран, ас Першої світової війни, кавалер Pour le Mérite Едуард Ріттер фон Шляйх.
Серед однокурсників Крупінскі були Ганс-Йоахім Марсель, Вальтер Новотни, Пауль Галланд, брат Адольфа Галланда, та Пітер Герінг, племінник рейхсмаршала Германа Герінга.
1 жовтня 1940 року Вальтера Крупінскі по випуску з авіаційної школи присвоїли звання лейтенант та призначили до резервної групи в Мерзебурзі. Звідсіля незабаром молодого пілота призначили пілотом винищувача до 6./JG 52, «штаффеля», яким командував Рудольф Реш. Крупінскі здійснив декілька вилетів на бойові завдання над Францією та Англією і, хоча часто контактував з літаками противника, успіху не здобув.
Свою першу повітряну перемогу Крупінскі здобув під час проведення операції «Барбаросса» на північному фланзі німецько-радянського фронту. О 05:48 16 серпня 1941 року він збив поблизу Шимська свій перший літак — радянський винищувач МіГ-1. 17 вересня він збив другий літак противника — ДБ-3, а 21 вересня — третій літак, І-153. До грудня 1941 року лейтенант вже мав на своєму рахунку сім перемог.
Влітку 1942 року 6./JG 52 діяла у складу авіаційного угруповання Люфтваффе, яке підтримувало групу армій «Південь» на південному фланзі війни. Вальтер Крупінскі бився на півдні України, на Дону, вів повітряні бої над Кавказом. 4 червня 1942 року він здобув восьму перемогу, збивши радянський МіГ-1 над Куп'янськом. Протягом серпня — грудня 1942 року під час боїв на південній ділянці Східного фронту Крупінскі збив 66 літаків. 25 жовтня його Bf-109G-2 збили в повітряній сутичці й пораненому пілоту довелося стрибати з парашутом. 27 жовтня Крупінскі відзначили Золотим німецьким хрестом за 50 повітряних перемог.
29 жовтня 1942 року після 53 перемог лейтенант Крупінскі був нагороджений Лицарським хрестом Залізного хреста.
2 березня 1943 року Крупінскі отримав під своє командування 7-у ескадрилью 52-ї винищувальної ескадри. Відомим у нього був майбутній найкращий ас усіх часів, а на той час молодий лейтенант, Еріх Гартманн. 18 серпня 1943 року Крупінскі здобув свою 100-ту повітряну перемогу, ставши 51-м пілотом Люфтваффе, хто збив понад 100 ворожих літаків.
2 березня 1944 року після своєї 174-ї повітряної перемоги Крупінскі був нагороджений Лицарським хрестом Залізного хреста з дубовим листям, ставши 415-м кавалером німецьких збройних сил, удостоєним найвищої нагороди Рейху. 23 березня 1944 року Крупінскі та Гартманн прибули за наказом до Рейхсміністерства авіації для вручення Дубового листя до ордену. Звідсіля їх доправили до Ставки Гітлера, де разом з ними вищі нагороди отримували Герхард Баркхорн, Йоганнес Візе, Курт Бюліген, Горст Адемайт, Райнгард Зайлер, Ганс-Йоахім Ябс, доктор Максиміліан Отте, Бернгард Йопе і Гансгеорг Батчер.
18 квітня 1944 року Крупінскі був переведений зі Східного фронту до Німеччини, де його було призначено до 1-ї ескадрильї JG 5. 1 травня 1944 року він отримав звання гауптмана і 7 травня 1944 року став группенкоммандером (командиром авіаційної групи) JG 11. У червні 1944 року після вторгнення союзників до Нормандії групу Крупінскі терміново перекинули до Франції для забезпечення авіаційної підтримки сухопутних військ. За час боїв у Нормандії Крупінскі записав на свій рахунок ще 10 літаків союзників, до того часу як його 11 серпня було поранено і збито. Він отримав опіки рук і обличчя, які потребували госпіталізації. Це було його п'яте поранення у війні, за яку в січні 1945 року його нагородили золотим знаком «За поранення».
27 вересня 1944 року після одужання молодий пілот повернувся на фронт, очоливши III групу 26-ї винищувальної ескадри, замінивши на посаді загиблого в бою Клауса Митуша.
26 березня 1945 року ІІІ групу було розформовано, а Крупінскі був переведений до спеціального підрозділу авіації Jagdverband 44, який літав на реактивних винищувачах Me 262. На цих сучасних літаках він здобув дві останні перемоги у війні 16 і 26 квітня 1945 року.
5 травня 1945 року Крупінскі потрапив до американського полону. Утримувався США в Зальцбурзі, Бад-Айблінгу, Гайльбронні, Гайдельберзі, в Англії, Франції, Мюнхені-Оберфьорінг і Тегернзе, перш ніж його звільнили 26 вересня 1945 року.
15 грудня 1952 року Крупінскі вступив до Amt Blank, названого на честь Теодора Бланка, провісника Федерального міністерства оборони Німеччини. 1957 році йому присвоїли звання майор, він очолив 33-те авіаційну ескадрилью винищувачів-бомбардувальників Люфтваффе, перший післявоєнний німецький підрозділ винищувачів. У 1966 році Крупінскі став начальником центру підготовки Бундеслюфтваффе у Форт Блісс, штат Техас, у званні бригадного генерала. У липні 1969 року Крупінскі призначений командиром 3-ї дивізії Люфтваффе. У 1971 році він став начальником штабу 2-го об'єднаного тактичного авіаційного командування НАТО. У жовтні 1974 року Крупінський став командувачем повітряного флоту. 8 листопада 1976 року через скандал із запрошенням колишнього гітлерівського аса Руделя офіційними особами він був вимушений достроково вийти на пенсію, у званні генерал-лейтенанта.
7 жовтня 2000 року Вальтер Крупінскі помер у Нойнкірхен-Зельшайд.
За оцінками експертів Німецького федерального архіву було підтверджено збиття Вальтером Крупінскі 197 літаків противника, ще 5 літаків не мали достатніх доказів. Загалом — з них 178 авіаційних перемог здобуто на Східному фронті та 19 — на Західному фронті, включаючи щонайменше два чотиримоторні важкі бомбардувальники, вісім P-51 «Мустанг» та сім P-47 «Тандерболт»; дві перемоги були здобуті на реактивному винищувачі Me 262. Крупінскі здійснив понад 1100 бойових вильотів, у ході яких сім разів був поранений і п'ять разів вистрибував з парашутом.